# Konstantinos Chalkias
Konstantinos ("Kostas") Chalkias (Grieks: Κωσταντίνος "Κώστας" Χαλκιάς) (Larissa, 30 mei 1974) is een Grieks doelman in het betaald voetbal. Hij verruilde in 2008 Aris FC voor Panathinaikos FC. In november 2001 debuteerde hij in het Grieks voetbalelftal.

## Clubcarrière
Chalkias begon zijn loopbaan als doelman in 1995 bij Panathinaikos FC. Hierna speelde hij voor Apollon Athene, wederom Panathinaikos, Iraklis Saloniki, Panathinaikos, Portsmouth FC, Real Murcia en Aris FC. Vanaf 2008 komt hij uit voor PAOK FC.

## Interlandcarrière
Sinds 2001 kwam hij 31 keer uit voor Griekenland. Chalkias maakte deel uit van de selecties voor Euro 2004 (waar hij met Griekenland Europees kampioen werd), de Confederations Cup 2005 en Euro 2008. Onder leiding van bondscoach Otto Rehhagel maakte zijn debuut op 10 november 2001 in de vriendschappelijke thuiswedstrijd tegen Estland (4-2). Hij viel in dat duel na de rust in voor Antonis Nikopolidis.
1 Nikopolidis · 
2 Seitaridis ·
3 Venetidis ·
4 Dabizas ·
5 Dellas ·
6 Basinas ·
7 Zagorakis  ·
8 Giannakopoulos ·
9 Charisteas ·
10 Tsiartas ·
11 Nikolaidis ·
12 Chalkias ·
13 Katergiannakis ·
14 Fyssas ·
15 Vryzas ·
16 Kafes ·
17 Georgiadis ·
18 Goumas ·
19 Kapsis ·
20 Karagounis ·
21 Katsouranis ·
22 Papadopoulos ·
23 Lakis ·
Coach: Rehhagel